# Elena Molinari
Elena Molinari Snel (Piacenza, 8 ottobre 1970) è una giornalista e saggista italiana naturalizzata statunitense.

## Biografia
Osservatrice della società americana , è dal 2002 corrispondente da New York del quotidiano Avvenire e della Radio Vaticana e collaboratrice di Panorama e di altre testate italiane e statunitensi. In precedenza aveva scritto da New York per il Wall Street Journal e per le agenzie Dow Jones Newswires e Reuters. Nel 2009 è stata la prima giornalista italiana ad intervistare di persona alla Casa Bianca il presidente statunitense Barack Obama. Ha inoltre intervistato a tu per tu i segretari di Stato Usa Hillary Clinton e Condoleezza Rice, i premi Nobel Joseph Stiglitz e Jimmy Carter, e il giudice della Corte Suprema statunitense Stephen Breyer, oltre ad aver seguito il presidente George W. Bush in alcuni viaggi di Stato.
Ha scritto alcuni saggi, tra cui Ragionevole dubbio, un'esplorazione in prima persona del sistema giudiziario americano e del mondo delle gang di New York, e un romanzo thriller, "Morte in paradiso".
Prima di trasferirsi a New York, dove come borsista Rotary nel 2000 ha conseguito un master in giornalismo alla Columbia University, aveva scritto come free-lance da Milano, Mosca, Parigi e Roma, dal Kenya e dalla Bosnia (durante la firma dell'Accordo di Dayton), pubblicando articoli e reportage su Il Sole 24 Ore, Panorama, Gulliver, Avvenire e Libertà, il quotidiano di Piacenza.
Vincitrice del Premio giornalistico Smau per la divulgazione delle nuove tecnologie, è laureata in russo, inglese e francese alla Libera Università di Lingue e Comunicazione IULM di Milano.
Nel 2015 si aggiudica il Premio giornalistico Luchetta per la stampa italiana e il secondo posto del Premio giornalistico Giuseppe De Carli.
Sposata, ha due figli.

## Opere
- con Fabrizio Forquet e Lina Palmerini, Il lavoro in affitto. Le regole. La situazione del mercato. I profili richiesti. Le imprese autorizzate, Milano, Il Sole 24 Ore Pirola, 1999, ISBN 9788871879468.
- Potere rosa: donne al comando del mondo, Napoli, L'ancora del mediterraneo, 2008.
- Ragionevole dubbio, Milano, San Paolo Edizioni, 2010, ISBN 9788845226809.
- Morte in paradiso, Firenze, goWare, 2017, ISBN 9788867977284.